# ماینکرفت ارث
ماینکرفت اِرث (به انگلیسی: Minecraft Earth) یک بازی سندباکس واقعیت افزوده بود که توسط موجانگ استودیو ساخته و توسط اکس‌باکس گیم استودیو منتشر شد. بازی‌های رایگان برای اولین بار در اکتبر سال ۲۰۱۹ با دسترسی اولیه منتشر شد و این بازی برای اندروید، آی‌اواس و آی‌پداواس در دسترس بود. این بازی آخرین آپدیت خود را در ژانویهٔ ۲۰۲۱ دریافت کرد و در ۳۰ ژوئن ۲۰۲۱ به دلیل بیماری همه گیر کووید-۱۹ به‌طور رسمی خاموش شد اما پس از پایان ویروس همه گیر کووید-۱۹ به احتمال کم دوباره به‌طور رسمی روشن میشود.

## گیم پلی
مشابه بازی ماینکرفت در اطراف سازه‌های ساختمان، جمع‌آوری منابع، کارهای هنری و اکتشاف محور نیز می‌توان انجام داد. این بازی از همان موتور بازی سازی بِدراک (به انگلیسی: Bedrock) مانند سایر نسخه‌های ماینکرفت بهره می‌برد. در «حالت ساخت»، بازیکنان می‌توانند با همکاری سایر بازیکنان ساختارهای واقعیت افزوده را بر روی «Buildplates» بسازند، سپس آنها را در اندازه کامل با «حالت بازی» اکتشاف کنند. در هر دو حالت ساخت و در حالت پخش، صفحات ساختاری با استفاده از واقعیت افزوده (اِی‌آر) و دوربین تلفن داخلی روی دنیای واقعی پوشانده می‌شوند. بازیکنان می‌توانند منابع خود را با جمع‌آوری «tappables» در نقشه بازی و با انجام «ماجراهایی» که ممکن است یک معما، یک کار خاص یا یک مکان مجازی با موجودات خصمانه باشد، جمع‌آوری کنند. ماینکرفت ارث اشیاء بدنی مانند درختان و دریاچهها را در نظر می‌گیرد، بنابراین حوادث و دخالت‌های کمتری در شبیه‌سازی اِی‌آر وجود دارد.
ماینکرفت ارث شامل انواع مختلفی از موجودات درون بازی به نام «اوباش» است که تغییرات انحصاری اوباش در ماینکرفت هستند. این بازی دارای دو ارز درون بازی است: «یاقوت» و «ماین‌کوین» است. یاقوت را می‌توان از طریق گیم پلی به دست آورد یا با پول بازی خریداری کرد و از آنها می‌توان برای خرید مواردی که بر گیم پلی مانند «ساخت صفحات» تأثیر می‌گذارد، استفاده کرد. Minecoin، که در تمام نسخه‌های بدراکماینکرفت وجود دارد، کاملا رایگان است و برای وسایل آرایشی مانند بسته‌های بافتی و پوسته‌های شخصیت استفاده می‌شود.

## توسعه
Minecraft Earth برای اطلاعات نقشه از اطلاعات اوپن‌استریت‌مپ استفاده می‌کند و برای ویژگی‌های واقعیت افزوده در مایکروسافت آزور ساخته شده‌است. این بازی رایگان است و از تلفن‌های هوشمند اندرویدی و آی‌اواس پشتیبانی می‌کند.
با استفاده از Microsoft Build 2015، تیم HoloLens مایکروسافت از نسخه واقعیت افزوده Minecraft پرده برداشت. Minecraft Earth در دهمین سالگرد Minecraft در ماه مه ۲۰۱۹ منتشر شد. مایکروسافت برای ایجاد بتا بسته‌ای که در اواسط سال ۲۰۱۹ منتشر کرد، وب سایتی را برای بازیکنان ایجاد کرد و مایکروسافت قصد داشت بازی را به صورت تدریجی منتشر کند.

## انتشار نسخه بتا
نسخه بتا برای اولین بار برای IOS در تاریخ ۱۶ ژوئیه ۲۰۱۹ در سیاتل و لندن، و سپس در استکهلم، توکیو و مکزیکو سیتی طی دو روز آینده منتشر شد. کاربران اندرویدی در این شهرها در ۳۰ اوت ۲۰۱۹ به بتا بسته بسته دسترسی پیدا کردند.
Minecraft Earth برای اولین بار در تاریخ دسترسی اولیه در ایسلند و نیوزلند در تاریخ ۱۷ اکتبر ۲۰۱۹ منتشر شد و در هفته‌های بعدی در ایالات متحده در ماه نوامبر به آرامی در کشورهای دیگر منتشر شد. این در ۱۱ دسامبر ۲۰۱۹ در سطح جهان (این بازی در کشورهای چین، کوبا، ایران، میانمار، سودان، عراق و امارات در دسترس است.

## استقبال
Newshub بازی را «بسیار پر فروش» توصیف کرد. شرکت تحقیقاتی Sensor Tower گزارش داد که در اولین هفته انتشار، ۱٫۴ میلیون بار بارگیری شده‌است، و ۱٫۲ میلیون دلار آن توسط ایالات متحده منتشر شده‌است.

### جوایز
این بازی در جوایز Game Critics برای «بهترین بازی VR / AR» نامزد شد و نامزد دریافت جایزه Coney Island Dreamland برای بهترین بازی AR / VR در جوایز بازی نیویورک شد.